# Landon Donovan
Landon Timothy Donovan (ur. 4 marca 1982 w Ontario, Kalifornia) – piłkarz amerykański, reprezentant USA, grający na pozycji napastnika lub ofensywnego pomocnika, uczestnik mundialu 2002, 2006 i 2010, olimpijczyk. Jest powszechnie uważany za najlepszego piłkarza w historii USA.
Jest synem Kanadyjczyka o irlandzkich korzeniach, Tima Donovana i Donny Kenney-Cash. Po udanym występie na mistrzostwach świata do lat 17 zwrócił na siebie uwagę działaczy Bayeru 04 Leverkusen i został w 1999 zawodnikiem niemieckiego klubu. W Leverkusen nie udało mu się przebić do pierwszego składu, przez co już po dwóch latach przeniósł się do zespołu Major Soccer League - San Jose Earthquakes. W rodzimej lidze należał do najskuteczniejszych piłkarzy i przez dwa lata z rzędu wyróżniano go tytułem „Piłkarza roku” w USA (2003, 2004). Landon poza sporą liczbą bramek może pochwalić się imponującą liczbą asyst, podczas czasu spędzonego w San Jose udało mu się strzelić 32 bramki oraz zaliczyć 29 asyst w lidze, a do tego dołożył 10 bramek oraz 6 asyst w czasie fazy play-off.
Jesienią 2004 ponownie trafił do drużyny „Aptekarzy”, ale udało mu się zagrać jedynie w 7 spotkaniach i raptem dwa razy zaczynał spotkanie w podstawowej jedenastce. Landon rozczarowany takim stanem rzeczy zaczął głośno mówić o chęci odejścia, wówczas pojawiły się dla niego dwie propozycje, jedna ze strony angielskiego Portsmouth, a druga od drużyny MLS - Los Angeles Galaxy. Amerykanin wolał wrócić do ligi, gdzie miał już wyrobioną reputację i od 2005 jest piłkarzem Los Angeles Galaxy.
W Los Angeles już podczas pierwszego sezonu stał się jednym z najlepszych graczy ligi. W premierowym sezonie dla drużyny z Miasta Aniołów, udało mu się strzelić 12 bramek i dołożyć do tego 10 asyst, w play-offach również pokazał się z dobrej strony zaliczając 4 trafienia i taką samą liczbę ostatnich podań. Po sezonie został wybrany do najlepszej jedenastki wszech czasów MLS, gdzie oprócz niego znaleźli się również: Tony Meola, Jeff Agoos, Marcelo Balboa, Eddie Pope, Marco Etcheverry, Piotr Nowak, Preki, Carlos Valderrama, Brian McBride, oraz Jaime Moreno. W 2005 roku wraz z Los Angeles zdobył Puchar MLS, gdzie w finale jego drużyna wygrała 1:0 po golu w dogrywce Guillermo Ramírez z New England Revolution. Podczas trwającej do dziś kariery w MLS Donovan wskoczył na 6. miejsce najlepszych strzelców w historii ligi.
W styczniu przeszedł do Bayernu Monachium na zasadzie wypożyczenia. W niemieckiej drużynie zadebiutował 30 stycznia w spotkaniu z Hamburger SV. Do Los Angeles powrócił w marcu 2009 roku.
W grudniu 2009 roku został wypożyczony do Evertonu na 2,5 miesiąca. W nowym klubie grał od stycznia 2010 roku.
Był członkiem zespołu narodowego na igrzyskach w Sydney (2000), krótko po olimpiadzie w październiku 2000 debiutował w pierwszej reprezentacji. Grał w finałach mistrzostw świata w Korei i Japonii. Jest rekordzistą pod względem liczby strzelonych bramek w historii reprezentacji USA, przez całą karierę zdobył ich 57.
Donovan w Pucharze Konfederacji zdobył 2 bramki, w tym z reprezentacją Włoch oraz Brazylii. Ze swoją reprezentacją w Południowej Afryce na turnieju zdobył 2. miejsce.
15 grudnia 2011 roku ogłoszono, że ponownie został wypożyczony do Evertonu.